# Soltam M-71
Soltam M-71 je 155 mm vučna haubica kalibra kojeg proizvodi izraelska vojna industrija Soltam.

## Dizajn
Soltam M-71 je razvijen na temelju ranijeg modela Soltam M-68 te su s njega preuzete mnoge karakteristike. Jedina je razlika u cijevi koja je dugačka 39 kalibara u odnosu na prethodnika s cijevi duljine 33 kalibra. Može ispaliti HE projektil mase 43,7 kg na najveću udaljenost od 23,5 km. Brzina ispucanog projektila iznosi 820 metara u sekundi. Poslužuje ga posada od 8 članova. Balistički stupanj elevacije je u rasponu od -5° do 75°.
Također, razvijena je i inačica Soltam M-72 koji se može postaviti na modificiranu platformu tenka Centurion, ali to vozilo nikad nije proizvedeno.

## Korisnici
- Izrael: izraelske obrambene snage.
- Čile: čileanska mornarica.[1]
- Iran: iranska vojska (navodno su iranski špijuni ukrali nacrte za Soltam M-65 i Soltam M-71 te ih odveli u Iran).
- JAR: južnoafrička vojska.
- Mjanmar: mijanmarska vojska.
- Singapur: singapurska vojska koristi haubice koji su lokalno nadograđeni kao M-71S. Haubice su danas u rezervi.[2]
- Slovenija: slovenska vojska koristi haubice pod lokalnom oznakom TN-90.
- Tajland: Kraljevska tajlandska vojska.

## Vanjske poveznice
- Korištena oružja u židovsko-arapskom ratu  Arhivirana inačica izvorne stranice od 9. siječnja 2009. (Wayback Machine)
- Janes.com